# Пентково-Велике
Пентково-Велике (пол. Pętkowo Wielkie) — село в Польщі, у гміні Заремби-Косьцельні Островського повіту Мазовецького воєводства.
Населення — 130 осіб (2011).
У 1975-1998 роках село належало до Ломжинського воєводства.

## Демографія
Демографічна структура станом на 31 березня 2011 року:
|          | Загалом | Допрацездатний вік | Працездатний вік | Постпрацездатний вік |
| -------- | ------- | ------------------ | ---------------- | -------------------- |
| Чоловіки | 68      | 12                 | 50               | 6                    |
| Жінки    | 62      | 19                 | 28               | 15                   |
| Разом    | 130     | 31                 | 78               | 21                   |